# Africada lateral retrofleja sonora
La africada lateral retrofeja sonora es un sonido consonántico raro que se usa en algunos idiomas hablados. El símbolo en el Alfabeto Fonético Internacional es ⟨ d͜ɭ˔ ⟩ o ⟨ d͜𝼅 ⟩ ; este último también es extIPA y también se usa el símbolo ɖɭ˔

## Características
•Su forma de articulación es africada, lo que significa que se produce primero deteniendo el flujo de aire por completo y luego permitiendo que el aire fluya a través de un canal restringido, lo que provoca turbulencia.
•Su lugar de articulación es retroflejo, lo que prototípicamente significa que está articulado subapical (con la punta de la lengua doblada hacia arriba), pero más generalmente significa que es postalveolar sin palatalizarse. Es decir, además de la articulación subapical prototípica, el contacto de la lengua puede ser apical (puntiagudo) o laminal (plano).
•Su fonación es sonora, lo que significa que las cuerdas vocales vibran durante la articulación.
•Es una consonante oral, lo que significa que el aire solo puede escapar por la boca.
•Es una consonante lateral, lo que significa que se produce al dirigir la corriente de aire sobre los lados de la lengua, en lugar de hacia el medio.
•El mecanismo de la corriente de aire es pulmonar, lo que significa que se articula empujando el aire únicamente con los músculos intercostales y el diafragma, como en la mayoría de los sonidos.

## Aparece en
| idioma       | idioma                          | Palabra | AFI       | Significado | Notas                                                   |
| ------------ | ------------------------------- | ------- | --------- | ----------- | ------------------------------------------------------- |
| Kamkata-viri | dialecto Kamviri                | uḍl′oa- | [uˈɖɭ˔oː] | Alejarse    | Postalveolar apical. Fonémicamente una secuencia /ɖl/.  |
| Bhadarwahi   | Bhalesi, dialecto de Bhadrawahi | haiḍḷ   | [haiɖ͡ɭ˔]  | "curcuma"   | De los grupos /Cr/ son antiguos. contrastes /ʈ͡ꞎ ɖ͡ɭ ɖ͡ɭʱ/ |